# Fabrizio Ottaviucci
Fabrizio Ottaviucci (* 1959 in Pioraco) ist ein italienischer Pianist, der auch im Bereich der Intuitiven Musik hervorgetreten ist.

## Leben
Ottaviucci studierte Komposition und elektronische Musik bei Fausto Razzi und Walter Branchi sowie Klavier bei Paola Mariotti am Conservatorio Statale di Musica „Gioachino Rossini“ in Pesaro und vervollkommnete seine Ausbildung bei Tamás Vásáry. Er gibt Konzerte in Italien, Österreich, Deutschland und England und unternahm Tourneen durch die USA, Kanada und Indien.
Ottaviucci gewann bei zahlreichen Wettbewerben Preise mit dem klassisch-romantischen Solorepertoire für das Klavier. Sein Arbeitsschwerpunkt aber ist die zeitgenössische und experimentelle Musik. Er studierte mit Komponisten wie Giacinto Scelsi, Fausto Razzi, Fernando Mencherini und Tonino Tesei deren Klavierwerke ein und arbeitete mit Musikern wie Rohan de Saram, Mario Caroli, Stefano Scodanibbio, Daniele Roccato,  Manuel Zurria, Francesco Dillon, Aldo Campagnari, Tara Bouman, Mike Svoboda und Mario Caroli.
Seit 1986 arbeitet Ottaviucci regelmäßig mit Markus Stockhausen zusammen, u. a. im Possible Worlds Orchestra und mit dem Duo Moving Sounds. Er leitet das Laboratorio di musica intuitive in Assisi. Auf dem Gebiet der experimentellen Musik tritt er mit dem Jazzmusiker Gary Peacock, mit Robyn Schulkowsky, Paolo Giaro, Mark Nauseef und Chris Bauer auf. Ottaviucci lebt in Assisi, wo er Leiter des  Workshops für Intuitive Musik ist. Auch ist er auf Alben mit Werken von Sofia Gubaidulina, Galina Ustvolskaja, John Cage oder Giacinto Scelsi zu hören.

## Diskographische Hinweise
- Markus Stockhausen, Gary Peacock, Zoro Babel Cosi Lontano … Quasi Dentro (1988)
- Terry Riley Keyboard Studies 1–2 (2008)
- Ragapiano (2009)
- Markus Stockhausen, Tara Bouman, Stefano Scodanibbio, Fabrizio Ottaviucci, Mark Nauseef Spaces & Spheres: Intuitive Music (Wergo 2013)